# Bupleurum aureum
Bupleurum aureum là một loài thực vật có hoa trong họ Hoa tán. Loài này được Fisch. ex Hoffm. mô tả khoa học đầu tiên năm 1814.